# Engenho Velho (Tijuca)
São Francisco Xavier do Engenho Velho é uma antiga freguesia (conjunto de bairros) que compreendia toda a região hoje denominada de Grande Tijuca.

## História
O nome deriva de uma área em que os jesuítas edificaram uma igreja, a de São Francisco Xavier. A sua volta foram construídos dois engenhos. O Velho e o Novo. Com o decreto de expulsão da Companhia de Jesus do Brasil, em 1759, o território se transformou. Os bens da ordem religiosa foram sequestrados e incorporados aos bens públicos. Surgiram logo chácaras e fazendas de abastadas famílias brasileiras que procuravam a região para fugir do calor e das epidemias do centro da cidade.
Pertenciam à chamada Freguesia de São Francisco Xavier do Engenho Velho, os bairros do Andaraí Pequeno, Andaraí Grande, Tijuca, Aldeia Campista, Fábrica das Chitas e Vila Isabel. A grande freguesia estendia-se da cidade para o norte, localizada nas terras de uma antiga fazenda dos jesuítas e na rua do Engenho Velho, hoje denominada Rua Haddock Lobo. 
O Andaraí Grande era uma grande área que se limitava com o Engenho Novo. O Andaraí Pequeno compreendia o bairro da Tijuca desde a Praça Saens Peña até o Alto da Boa Vista. A Rua do Andaraí Pequeno é hoje a Rua Conde de Bonfim. 
A Aldeia Campista compreendia toda a área à direita do Batalhão da Polícia Militar e ainda existe. Já a Fábrica das Chitas é a área hoje da Praça Saens Peña que abrange a Rua Desembargador Isidro, onde existia uma fábrica de tecidos.
Toda a freguesia era abastecida pelo Rio Maracanã, que tinha então águas límpidas. Em 1851, foi canalizado.
Posteriormente, com o desenvolvimento dessa grande área, os bairros foram se desenvolvendo e o nome Engenho Velho da Tijuca ainda é usado com nome completo.

## Fonte
- SANTOS, Francisco Agenor de Noronha. As freguesias do Rio Antigo, Ed. O Cruzeiro, 1965.